# جامعة تكساس الحكومية
جامعة تكساس الحكومية هي جامعة أبحاث عامة في سان ماركوس، تكساس. تأسست عام 1899 باسم مدرسة جنوب غرب ولاية تكساس العادية، واُفتتحت في عام 1903 لتصل إلى 303 طالبًا. منذ ذلك الوقت، نمت لتصبح أكبر مؤسسة في نظام جامعة تكساس الحكومية وخامس أكبر جامعة في ولاية تكساس مع تسجيل أكثر من 38,500 طالب في فصل الخريف 2018. في الجامعة عشر كليات وحوالي خمسين مدرسة وقسم.
صُنفت جامعة تكساس الحكومية ضمن «R2: جامعات الدكتوراه - نشاط بحثي عالي» وجامعة بحثية ناشئة من قبل ولاية تكساس. تم اعتماد الجامعة من قبل الرابطة الجنوبية للكليات والمدارس. وتم منح أعضاء هيئة التدريس من الكليات المختلفة باستمرار منح فولبرايت، مما أدى إلى الاعتراف بجامعة تكساس الحكومية واحدةً من أفضل الجامعات المنتجة لعلماء فولبرايت. تخرج ليندون جونسون، الرئيس السادس والثلاثون للولايات المتحدة، من هذه الجامعة عام 1930 ؛ جامعة تكساس الحكومية هي الجامعة العامة الوحيدة في تكساس التي خرّجت رئيساً للولايات المتحدة.
يتكون الحرم الجامعي الرئيسي للجامعة من 245 مبنى مقامة على مساحة 492 أكر (1.99 كـم2) من الأراضي الجبلية على طول نهر سان ماركوس. بالإضافة إلى ذلك، لديها حرم جامعي تابع لجامعة تكساس الحكومية راوند روك في منطقة شمال أوستن الكبرى. تدير الجامعة منتزه العلوم والتكنولوجيا والبحوث المتقدمة، وهو منشأة للتسويق التكنولوجي والبحث التطبيقي. يعد مركز أنثروبولوجيا الطب الشرعي في ولاية تكساس أكبر مرفق لأبحاث الطب الشرعي في العالم.
تتنافس الفرق الرياضية المشتركة بين الكليات بجامعة تكساس الحكومية، والمعروفة باسم بوبكاتس، في القسم الأول من الرابطة الوطنية لألعاب القوى ومؤتمر صن بيلت.

## التاريخ
تم اقتراح إنشاء مدرسة جنوب غرب ولاية تكساس العادية في 3 مارس 1899، بموجب مشروع قانون تم إقتراحة من قبل ممثل الولاية فريد كوك. مثل كوك مواطني مقاطعة هايز والمقاطعات المحيطة بها حيث كان من المقرر أن تنشأ المدرسة. بالرغم من وجود معارضة لمشروع القانون، إلا أن دعم عضو مجلس الشيوخ عن الولاية جيه بي ديبريل ادي إلي تمريره وتوقيعه ليصبح قانونًا في 10 مايو 1899، من قبل الحاكم جوزيف دي سايرز. كان الغرض من المدرسة هو توفير التدريب اليدوي وتعليم العلوم المحلية والزراعة. أي طالب حاصل على دبلوم وشهادة تدريس من المدرسة سيكون مصرحًا له بالتدريس في المدارس العامة بالولاية. في أكتوبر 1899، صوت مجلس مدينة سان ماركوس للتبرع بـ 11 فدانًا (45000 متر مربع) من الأرض للمدرسة التي سيتم بناؤها. لم يقبل المجلس التشريعي في تكساس هذا التبرع حتى عام 1901 ووافق على استخدام 25000 دولار أمريكي في تشييد المباني. فتحت المدرسة أبوابها لتسجيل أول 303 طالباً في سبتمبر 1903.
في عام 1912، بدأ مجلس مدرسة سان ماركوس شراكة مع المدرسة للسماح لطلابها بتوجيه أطفال المدارس المحلية كجزء من تدريبهم ليصبحوا معلمين. مدرسة سان ماركوس إيست إند وارد، التي تضم الصفوف الثمانية الأولى، تم نقلها إلى الحرم الجامعي بولاية جنوب غرب تكساس في عام 1917. التحق بالكلية أول طلابها الأمريكيين من أصل أفريقي في عام 1963، بعد دعوى قضائية فيدرالية رفعتها دانا سميث، التي أصبحت واحدة من أول خمسة أمريكيين من أصل أفريقي في المؤسسة عندما حكم قاضي محكمة محلية بأنه لا يمكن رفض قبولهم على أساس العرق.
في 8 نوفمبر 1965، عاد أشهر خريجي المدرسة، رئيس الولايات المتحدة ليندون جونسون، إلى الجامعة للتوقيع على قانون التعليم العالي لعام 1965.في 13 نوفمبر 1969، تم فصل عشرة طلاب من ولاية تكساس لاحتجاجهم على حرب فيتنام. أصبحوا يعرفون باسم «سان ماركوس 10». استأنفوا طردهم ورفعوا دعوى قضائية ضد رئيس الجامعة وعميد الطلاب ومجلس حكام نظام جامعة تكساس الحكومية. تمت إعادتهم من خلال أمر قضائي وحضروا دروسًا أثناء مناقشة قضيتهم في المحاكم. عندما تم رفض استئنافهم، قدموا قضيتهم إلى المحكمة العليا الأمريكية، لكن القاضي ويليام دوغلاس فقط صوت للاستماع إلى حججهم. خسر طلاب سان ماركوس 10 بعد ذلك جميع الاعتمادات للفصول الدراسية التي أكملوها بينما استمرت دعواهم القضائية عبر نظام المحاكم.

### التوسع
كانت مساحة الحرم الجامعي 11 فدانا في عام 1899. خلال الأربعين عامًا الأولى من تاريخ المدرسة، تم توسيع الحرم الجامعي لاستيعاب 18 مبنى حول المبنى الرئيسي الأصلي. تضمنت هذه المباني مباني أكاديمية، ومكتبة، ومباني لإيواء طلاب مدرسة سان ماركوس، وصالات نوم مشتركة، وقاعة طعام، وصالات للألعاب الرياضية للرجال والنساء. اشترت الجامعة عقار في عام 1994 بهدف استخدامه كمركز للبحوث والتعليم. في عام 2002، أصبحت هذه القطعة من الأرض تُعرف باسم معهد ريفر سيستم.

### تغييرات الاسم
تغير اسم المدرسة عدة مرات على مدار تاريخها. حدث التغيير الأول في عام 1918 عندما تحولت مدرسة جنوب غرب ولاية تكساس العادية إلى كلية جنوب غرب ولاية تكساس العادية، بعد أن سمح مجلس الحكام، قبل عامين، للمدرسة بالبدء في منح الدرجات العلمية باعتبارها كلية عليا. في عام 1921، تم إطلاق جهود على مستوى الولاية لتحسين المعايير الأكاديمية في المدارس العادية في تكساس لتلبية متطلبات جامعة تكساس بشكل أفضل. حدث تغيير آخر في عام 1959، حيث أصبحت كلية جنوب غرب تكساس الحكومية. بعد عشر سنوات، أعاد المجلس التشريعي تسمية المدرسة بأسم جامعة ولاية جنوب غرب تكساس.

## الحرم الجامعي

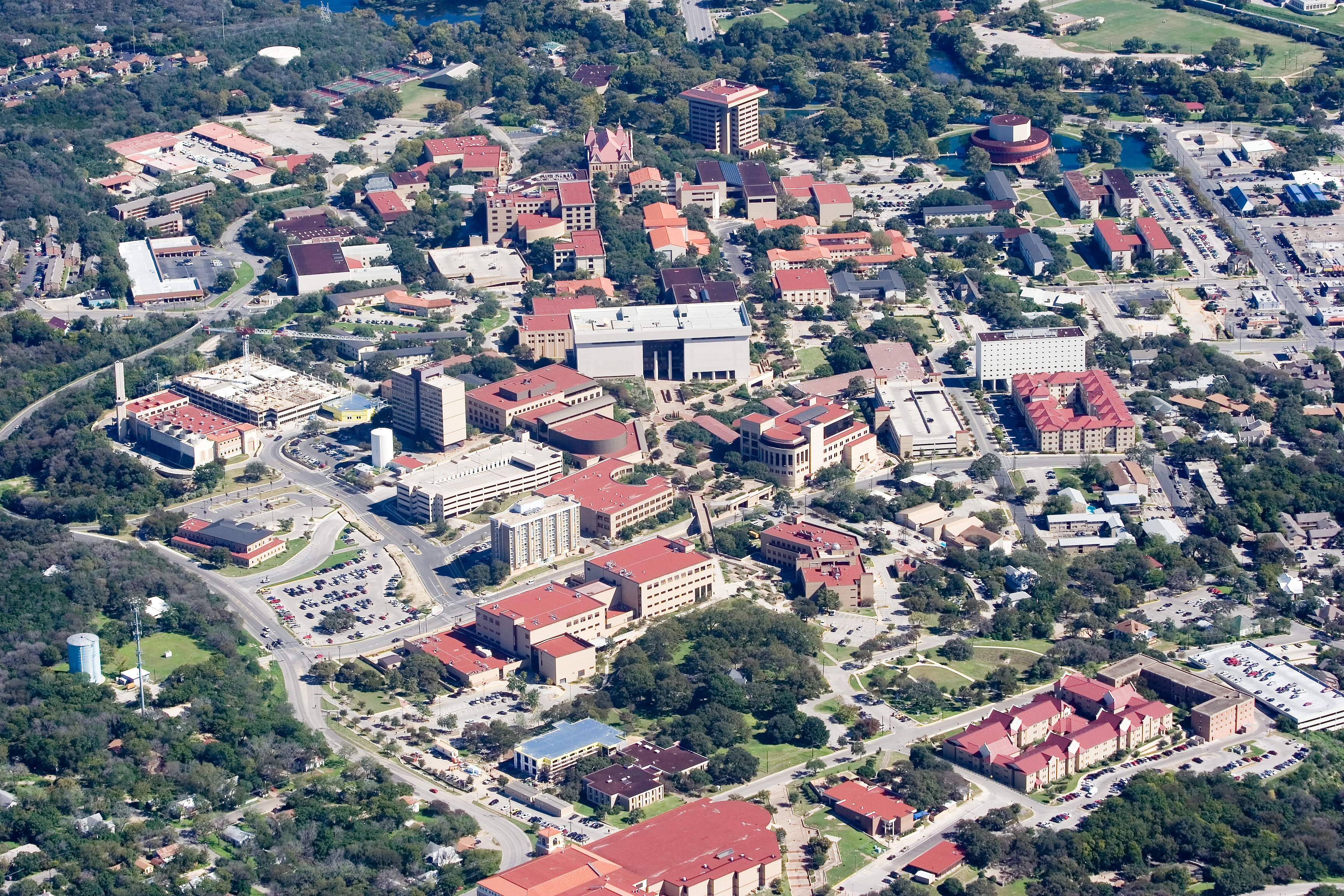
منظر جوي للحرم الجامعي عام 2009

يقع الحرم الجامعي الرئيسي لجامعة تكساس الحكومية في سان ماركوس، تكساس، في منتصف الطريق بين أوستن وسان أنطونيو على طول الطريق السريع 35. ويمتد على مساحة 492 فدانًا، بما في ذلك الأرض الأصلية التي تبرعت بها مدينة سان ماركوس. أجزاء أخرى من ممتلكات ولاية تكساس بما في ذلك أراضي المزارع والمناطق السكنية والترفيهية والحاضنات التجارية تغطي أكثر من 5038 فدانًا من الأراضي الإضافية.

### الكواد
يعتبر الكواد هو قلب الحرم الجامعي لأنه محاط بأغلبية المباني الأكاديمية وقربه من محطة الحافلات حيث تتوقف معظم خطوط حافلات الجامعة في الحرم الجامعي. نظرًا لأن العديد من الطلاب يمرون عبر الكواد، فهو يعتبر مكان التجمع الأساسي للجماعات الطلابية، والتي غالبًا ما تنشئ أكشاكًا وطاولات للترويج لجمع التبرعات والفعاليات. يحتوي الطرف الغربي من كواد على منحوتة من الألومنيوم بارتفاع 17 قدمًا لخيلين، يُطلق عليهما الخيول المتقاتله. تم تحديد هذه المنطقة كمنطقة حرية التعبير بالجامعة وكانت خاضعة لواحد من أولى الطعون القضائية لإنشاء مثل هذه المناطق بعد تعليق عشرة طلاب احتجاجًا على حرب فيتنام.
كان الحرم الجامعي الرئيسي في سان ماركوس موقعاً للمدرسة الخيالية (جامعة تكساس ميثوديست) في مسلسل إن بي سي التلفزيوني أضواء ليلة الجمعة.

### المبني الرئيسي القديم

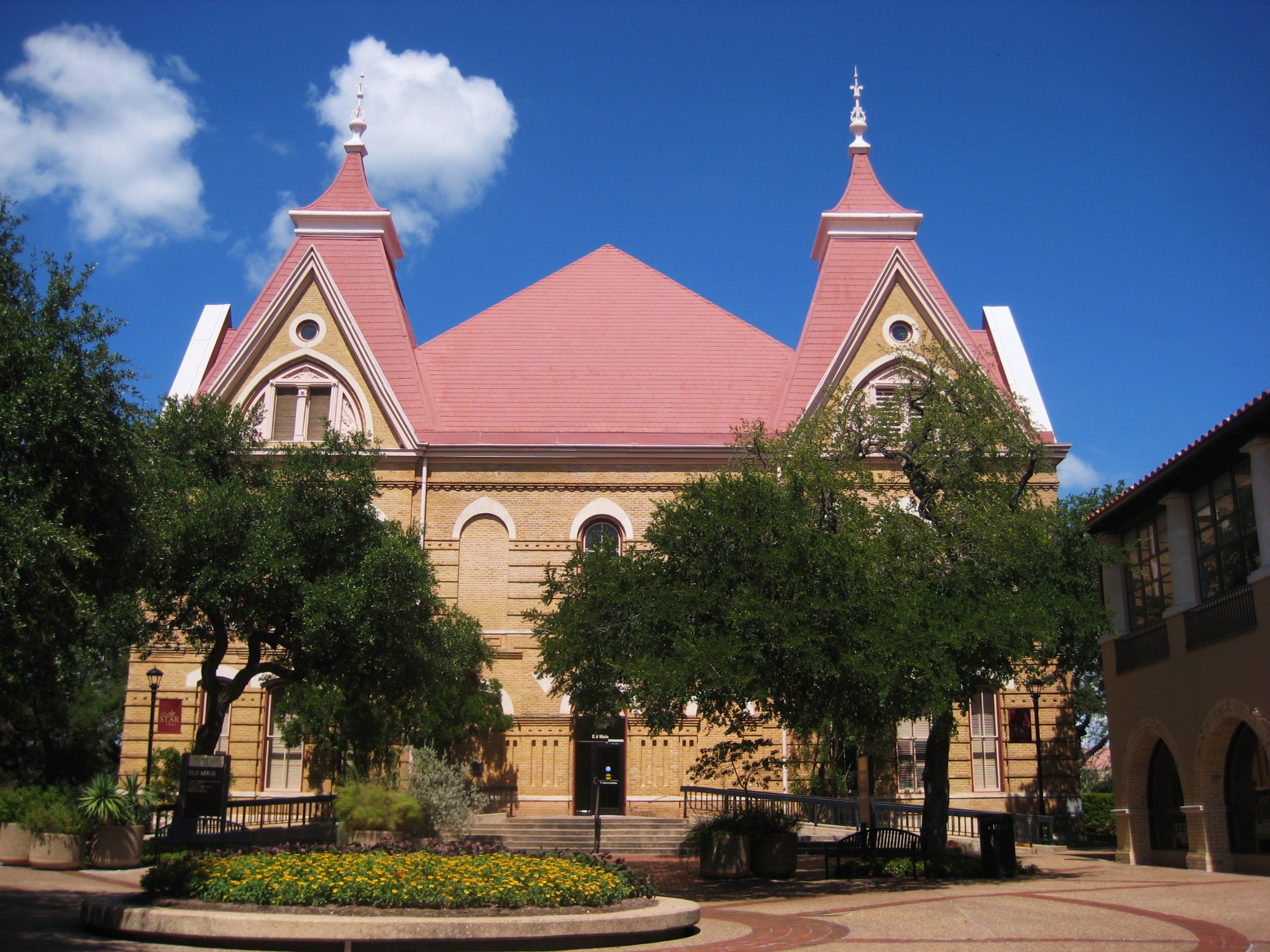
المبني الرئيسي القديم

تم بناء المبني الرئيس القديم عام 1903 وكان يُطلق عليه في الأصل المبنى الرئيسي، وكان أول مبنى في الحرم الجامعي. تم تصميم شكل المبني ليشبه المبنى الرئيسي في جامعة سام بولاية هيوستن، الذي صممه ألفريد مولر من جالفستون. بعد أربعة عشر عامًا، أشرف إي نورثكرافت، مهندس المبانى في جامعة سام بولاية هيوستن، على تشييد المبنى الرئيسي لجامعة تكساس الحكومية، وهو هيكل قوطي فيكتوري ذو جملون أحمر. أُضيف إلى السجل الوطني للأماكن التاريخية عام 1983. بعد أكثر من قرن حدث خلاله العديد من التجديدات، خدم المبنى أغراضًا متنوعة، بداية من كونه مبنى إدارة الجامعة إلى قاعة احتفالات ومصلى إلى أن أصبح الآن مكاتب إسكان كلية الصحافة والإعلام بالإضافة إلى مكاتب كلية الفنون الجميلة والاتصال.

### حرم راوند روك الجامعي

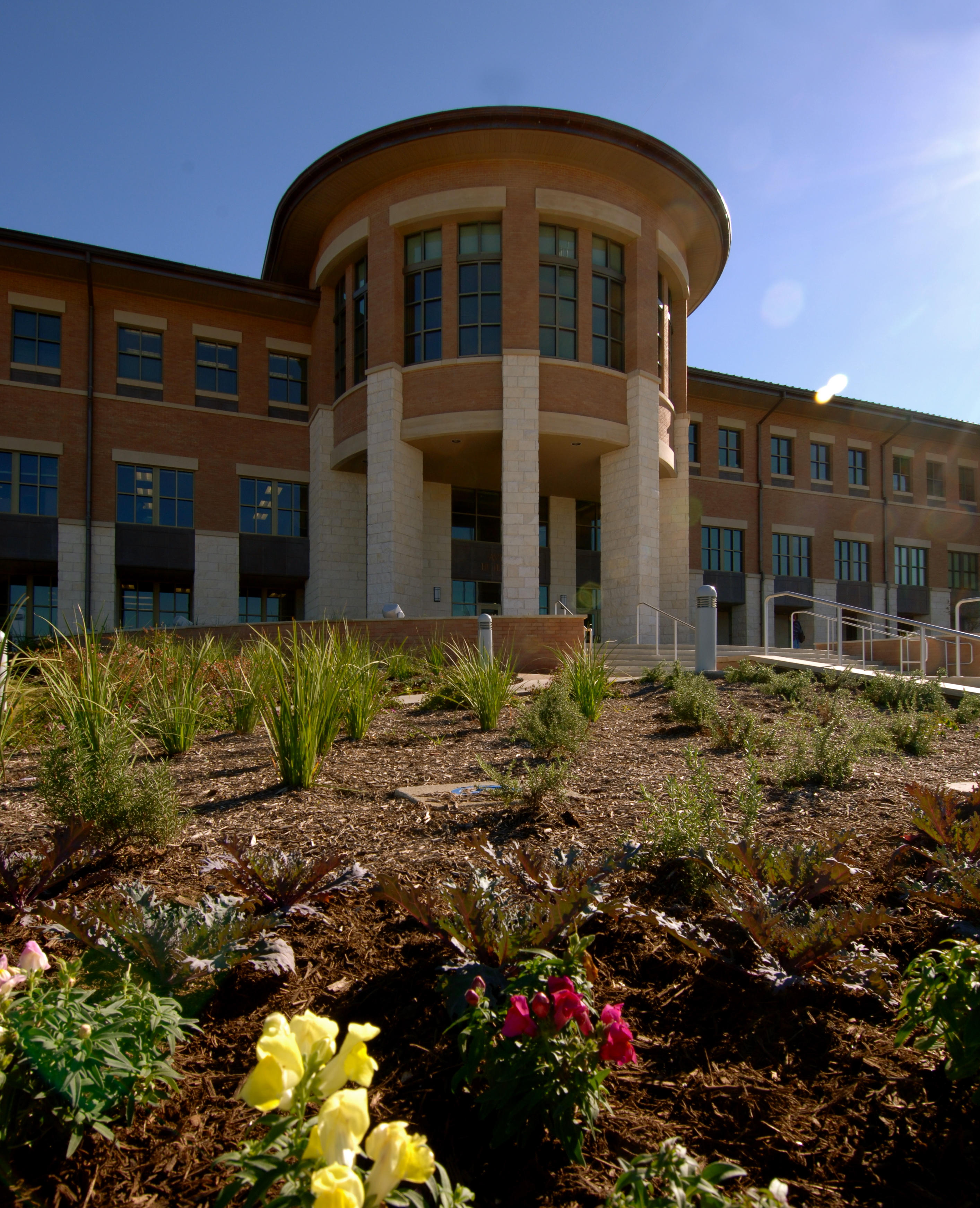
حرم راوند روك الجامعي

يوجد حرم للجامعة في راوند روك، تكساس، على بعد 20 ميلاً شمال أوستن. كان يُعرف في الأصل باسم مركز راوند روك للتعليم العالي، وقد تم افتتاحه في عام 1996 في مبانٍ مؤقتة ذات فصول صغيرة. بحلول عام 2004، كانت المباني الخمسة عشر المؤقتة ممتلئة السعة. قبلها بعام، تبرعت عائلة أفيري في راوند روك بـ 101 فدانًا في شمال شرق راوند روك للسماح للجامعة بإنشاء حرمًا جامعيًا خاصًا بها. بدأ تشييد مبنى أفيري في عام 2004، وافتتح المبنى أبوابه في أغسطس 2005. تم تصميم مبنى أفيري الذي تبلغ مساحته 125000 قدم مربع ليحتوي علي الفصول الدراسية والمختبرات والمكاتب والمكتبة. في عام 2010، افتتح في حرم راوند روك الجامعي مبنى التمريض المكون من ثلاثة طوابق على مساحة 77,740 قدمًا مربعًا.

### مكتبة الكيك
تم تسمية مكتبة الجامعة في عام 1991 نسبة إلي الخريج ألبرت ب. ألكيك. تُعدالمكتبة بمثابة المكتبة الأكاديمية الرئيسية في الجامعة. تحتوي علي وثائق حكومة الولايات المتحدة وتكساس، وعدد كبير من المنشورات الحكومية من الولاية و 60٪ من جميع المنشورات الفيدرالية. تحتوي المكتبة أيضًا على مجموعة أوراق خاصة.

### سيويل بارك
سيويل بارك، الواقعة في حرم جامعة تكساس الحكومية على ضفاف نهر سان ماركوس في سان ماركوس، تكساس. تم افتتاحها في عام 1917 من قبل مدرسة جنوب غرب ولاية تكساس العادية، وكانت تسمى ريفرسايد بارك. كانت الأرض مملوكة لمكتب مصايد الأسماك الأمريكي وتم تأجيرها للمدرسة. كان يستخدم في الأصل من قبل الطلاب لتعلم السباحة وللاستجمام. في عام 1949، تم تغيير اسم الحديقة إلى سيويل بارك تكريما لـ إس إم سيويل، أستاذ الرياضيات الذي ساعد في تشكيل الحديقة.

## الكليات
تقدم جامعة تكساس الحكومية درجات علمية في 98 برنامج بكالوريوس و 93 برنامج ماجستير و 14 برنامج دكتوراه. تم اعتماد الجامعة من قبل الرابطة الجنوبية للكليات والمدارس منذ عام 1925 وأجري آخر مراجعة لها في عام 2010. يتم تقديم هذه البرامج من خلال عدة كليات أكاديمية، منها:
- كلية الفنون التطبيقية
- كلية ماكوي لإدارة الأعمال
- كلية التربية
- كلية الفنون الجميلة والاتصال
- كلية المهن الصحية
- كلية الدراسات العليا
- كلية الآداب
- كلية العلوم والهندسة

## الحياة الطلابية

### السكن الجامعي
يعيش ما يقرب من 20٪ من طلاب ولاية تكساس في الحرم الجامعي أو في مساكن مملوكة للجامعة بما في ذلك حوالي 95٪ من الطلاب الجدد. بداية من أغسطس 2012، كان هناك ما يقرب من 6353 سريرًا في مجموعة متنوعة من خيارات السكن بما في ذلك مساكن الطلبة التقليدية والمساكن على طراز الشقق التي تقدمها الجامعة.

### المنظمات الطلابية
يوجد في جامعة تكساس الحكومية أكثر من 300 منظمة طلابية مسجلة في قسم مشاركة الطلاب. تشمل هذه المنظمات الأخويات اليونانية، والمجموعات الأكاديمية، والجمعيات الشرفية والنوادي الرياضية. يوجد في ولاية تكساس أكثر من 30 أخوية وجمعية نسائية بما في ذلك 13 أخوية من مؤتمر الأخوة في أمريكا الشمالية، و 9 من المجلس القومي الهيليني الأفريقي الأمريكي التاريخي، و 8 جمعيات نسائية من المؤتمر الوطني الهيليني و 9 أخويات وجمعيات نسائية متعددة الثقافات من المجلس اليوناني متعدد الثقافات.

## خريجون بارزون
أبرز خريجي جامعة تكساس الحكومية هو الرئيس الأمريكي ليندون جونسون. التحق جونسون بالجامعة، التي كانت تعرف آنذاك باسم كلية المعلمين بولاية جنوب غرب تكساس، درس فيها بين عامي 1926 و1930وحصل على درجة البكالوريوس في العلوم، شارك جونسون في فريق المناظرة وكان محررًا في الصحيفة الطلابية، التي كانت تعرف آنذاك باسم College Star. لا يزال جونسون الرئيس الأمريكي الوحيد الذي تخرج من جامعة في ولاية تكساس.
تخرج المغني الأمريكي جورج سترايت الحائز على جائزة جرامي في عام 1979 من الجامعة، التي كانت تعرف آنذاك باسم جامعة ولاية جنوب غرب تكساس، بدرجة بكالوريوس في العلوم الزراعية. في عام 2006، مُنح سترايت درجة الدكتوراه الفخرية في الآداب الإنسانية من قبل رئيس الجامعة دينيس تراوث.
ومن بين الخريجين البارزين الآخرين: الجنرال روبرت ل. رذرفورد، في القوات الجوية الأمريكية، والكاتب كيم كريزان والمرشح لجائزة الأوسكار، وراندي روجرز مغني الريف من تكساس من فرقة راندي روجرز. الممثل باورز بوث. الكاتب توماس ريفيرا؛ ممثل ولاية تكساس، ألفريد بي سي بيتش. عالم الرياضيات والرئيس السابق لجمعية الرياضيات الأمريكية آر إتش بينج.

## روابط خارجية
- الموقع الرسمي
- موقع ولاية تكساس لألعاب القوى